# Anekdote zur Senkung der Arbeitsmoral
Anekdote zur Senkung der Arbeitsmoral (Duits voor “Anekdote tegen de arbeidsmoraal”) is een satirisch kort verhaal door Heinrich Böll over een ontmoeting tussen een ondernemende toerist en een arme visser, waarin de toerist tips geeft hoe de visser zijn leven kan verbeteren. Hij schreef het als een inzending voor de Norddeutscher Rundfunk voor de dag van de arbeid.

## Het verhaal
Het verhaal speelt zich af in een niet nader genoemd haventje aan de Europese westkust. Een fraai geklede ondernemende toerist maakt foto's, en merkt een sjofel geklede visser op die een dutje doet in zijn vissersboot. De toerist is teleurgesteld over de schijnbaar luie attitude van de visser ten opzichte van zijn werk, en dus wekt hij de visser en vraagt hem waarom hij zomaar ligt te niksen in plaats van vis te vangen. De visser antwoordt dat hij 's ochtends is gaan vissen, en die vangst voldoende was voor de volgende twee dagen. 
De toerist legt hem geduldig uit dat, als hij meerdere keren per dag zou gaan vissen, hij binnen het jaar een motor zou kunnen kopen, binnen twee jaar een tweede boot, enzovoort. De toerist voegt eraan toe dat de visser op een dag zelfs een kleine koelopslagplaats zou kunnen bouwen, later een conservenfabriekje; hij zou kunnen rondvliegen in een helikopter, een visrestaurant openen, en kreeft rechtstreeks naar Parijs exporteren.
Daarop vraagt de visser "en dan wat?"
De toerist gaat enthousiast verder, "dan zijn je zorgen van de wereld, en kan je hier in de haven zitten, doezelen in de zon, en kijken naar de prachtige zee."
"Maar dat doe ik toch al", zegt de visser. De slimme toerist druipt af, voor de visser voelt hij niet langer medeleven. Toen kreeg die een gevoel van jaloezie, omdat de visser wel blij was met de kleine dingen in zijn leven maar hij niet.  

## Populariteit
Het verhaal is, in zijn verschillende versies, talloze malen geciteerd en zelfs opgenomen in leerboeken, om de relatie tussen geld en geluk te illustreren. Men kan er ook een pleidooi voor een eenvoudig leven in zien.  